# هيروتسوغو أكايكي
هيروتسوغو أكايكي (赤池 弘次) (مواليد 5 نوفمبر 1927 - الوفاة 4 أغسطس 2009) هو عالم إحصاء ياباني عمل على نظرية المعلومات. أشهر أعماله هي صياغته في أوائل سبعينات القرن العشرين لمعيار أكايكي للمعلومة Akaike information criterion - AIC والذي يُستخدم على نطاق واسع لاختيار النموذج الأمثل.
عام 2006 حصل على جائزة كيوتو لإسهاماته الكبيرة في علم الإحصاء والنمذجة ولتطويره معيار أكايكي للمعلومة.

## أبحاثه
- قائمة ببعض أبحاث أكايكي من موقع جوجل الباحث العلمي.